# Mondovì
Mondovì es una comuna italiana situada en la provincia de Cuneo, en la región del Piamonte, en el norte del país. Se encuentra a unos 70 kilómetros de Turín. El funicular de Mondovì une la parte antigua de la ciudad, Breo, con la zona alta de la población, conocida como Piazza.

## Demografía
| Gráfica de evolución demográfica de Mondovì entre 1861 y 2009 |
|                                                               |
| Fuente ISTAT - elaboración gráfica de Wikipedia               |